# وینچنزو سوسپیری
وینچنزو سوسپیری (ایتالیایی: Vincenzo Sospiri؛ زادهٔ ۷ اکتبر ۱۹۶۶ در فورلی) رانندهٔ سابق مسابقات اتومبیل‌رانی اهل ایتالیا است که در فصل ۱۹۹۷ در مجموع در یک گراند پری از مسابقات جهانی فرمول یک شرکت کرد، اما موفق به کسب هیچ امتیازی نشد.